# Midjedammblomfluga
Midjedammblomfluga (Anasimyia contracta) är en tvåvingeart som beskrevs av Claussen och Torp 1980. Midjedammblomfluga ingår i släktet dammblomflugor, och familjen blomflugor. Arten är reproducerande i Sverige.
Arten förekommer i nästan hela Europa med undantag av Island, södra Spanien, Grekland och norra delar av Norge, Sverige, Finland och Ryssland. Midjedammblomflugan når även fram till Kazakstan. Denna blomfluga hittas på fuktiga ängar intill vattenansamlingar vid kanten av skogar och buskskogar. Larverna lever vid ruttnande stjälkar av medlemmar av kaveldunssläktet. De vuxna exemplaren flyger ofta över vattenytor och besöker arter av vattenklöver. Fortplantningen sker mellan maj och september.
Beståndet hotas av landskapsförändringar när träskmarker omvandlas till odlingsmark. Populationen påverkas även av vattenföroreningar. Hela populationen bedöms som stabil. IUCN listar arten som livskraftig (LC).

## Bildgalleri

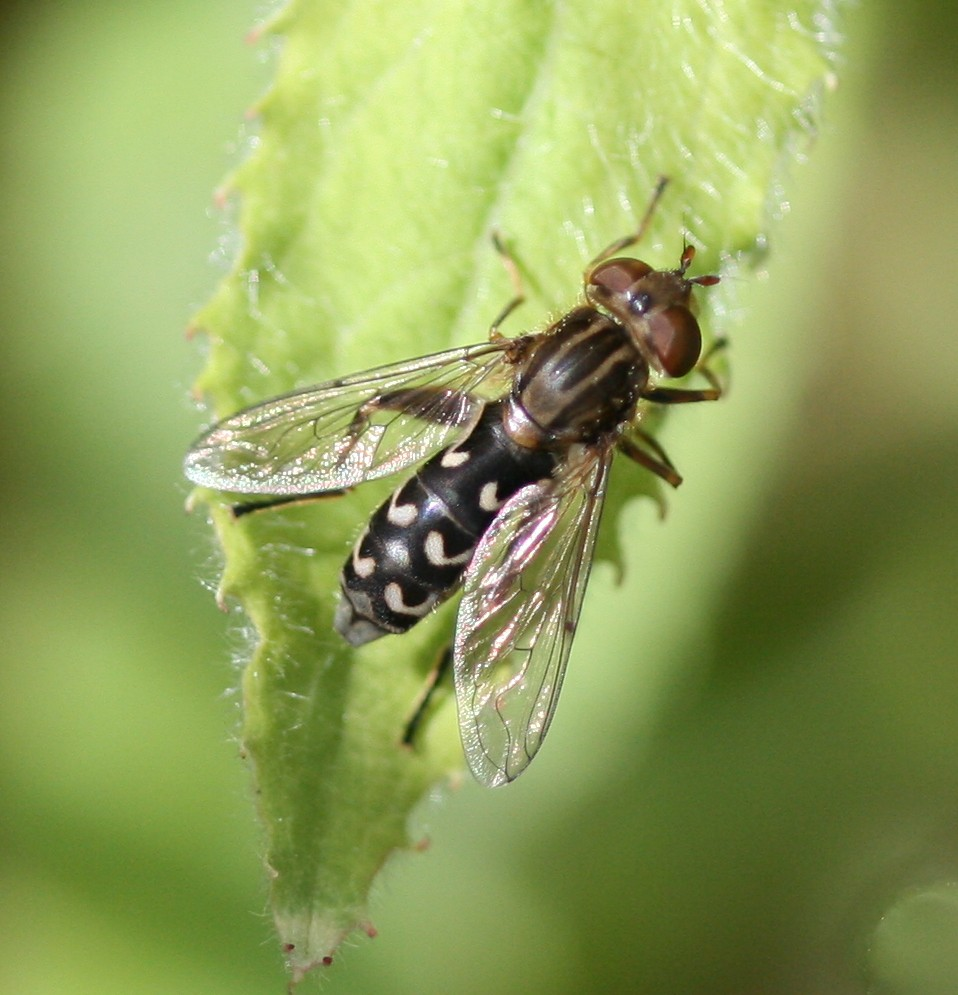
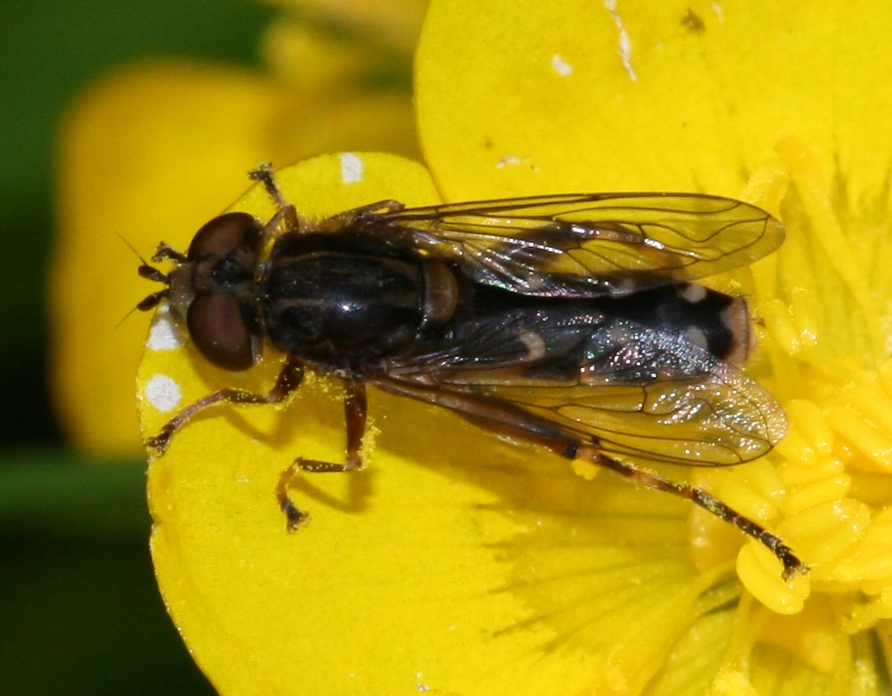
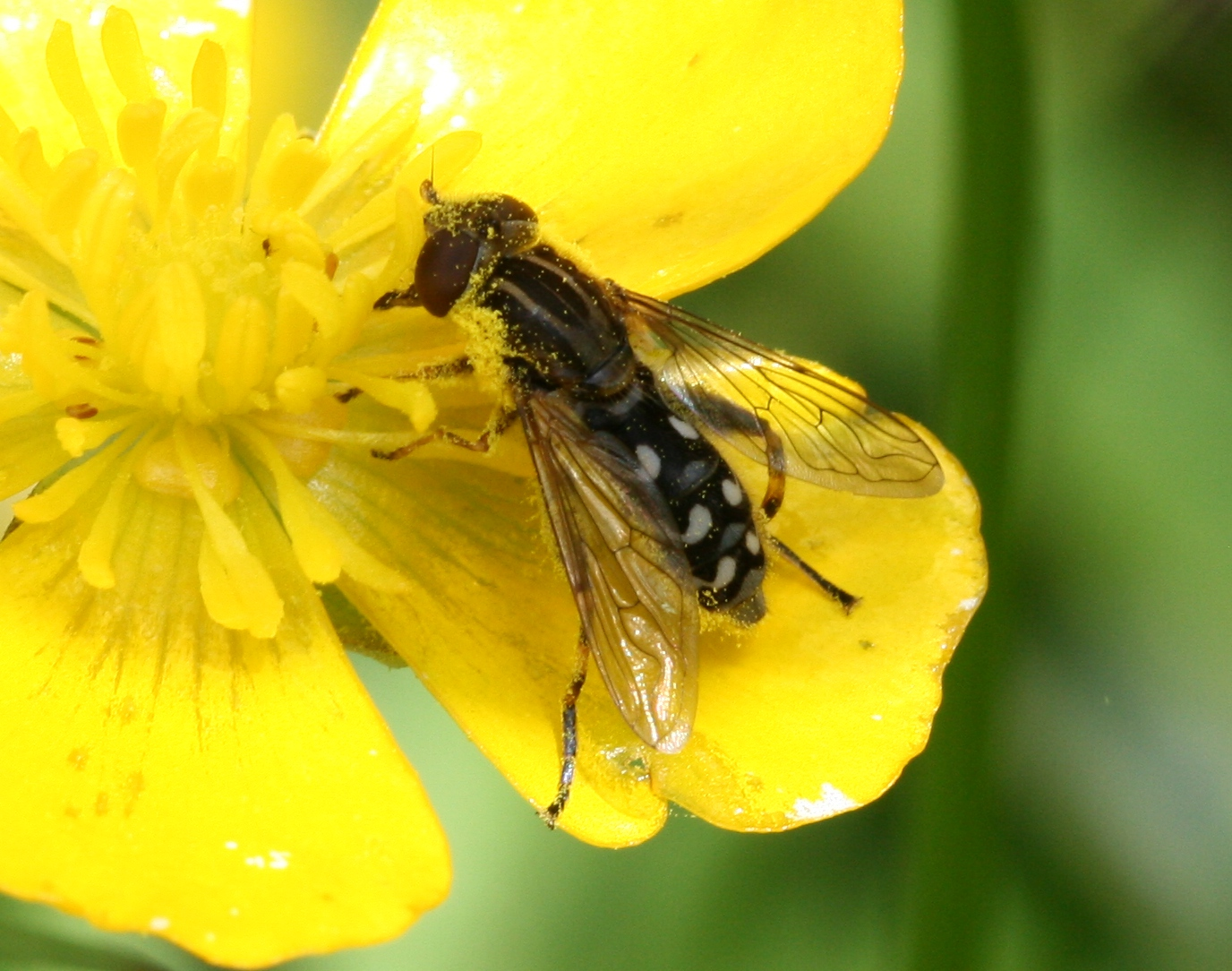
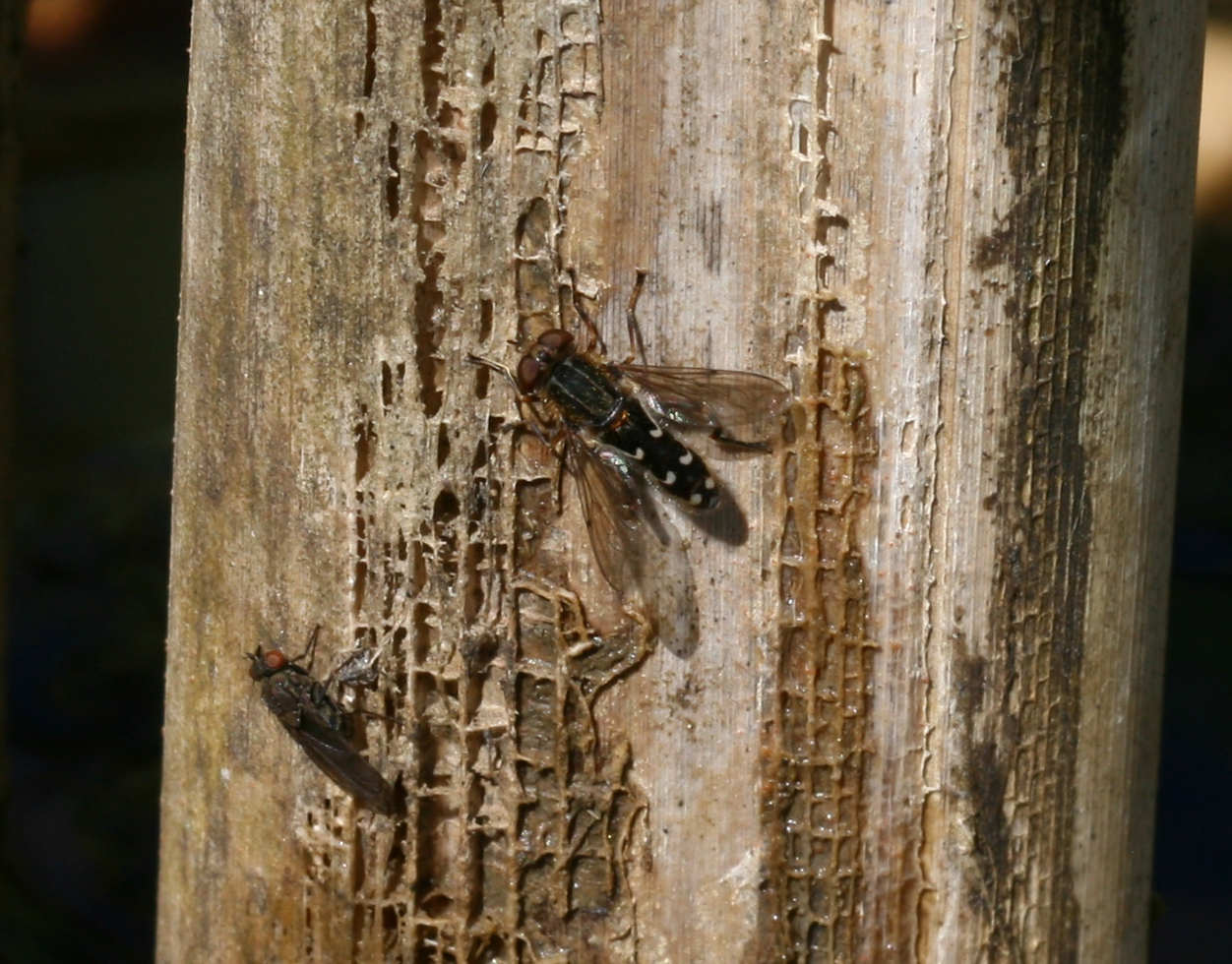
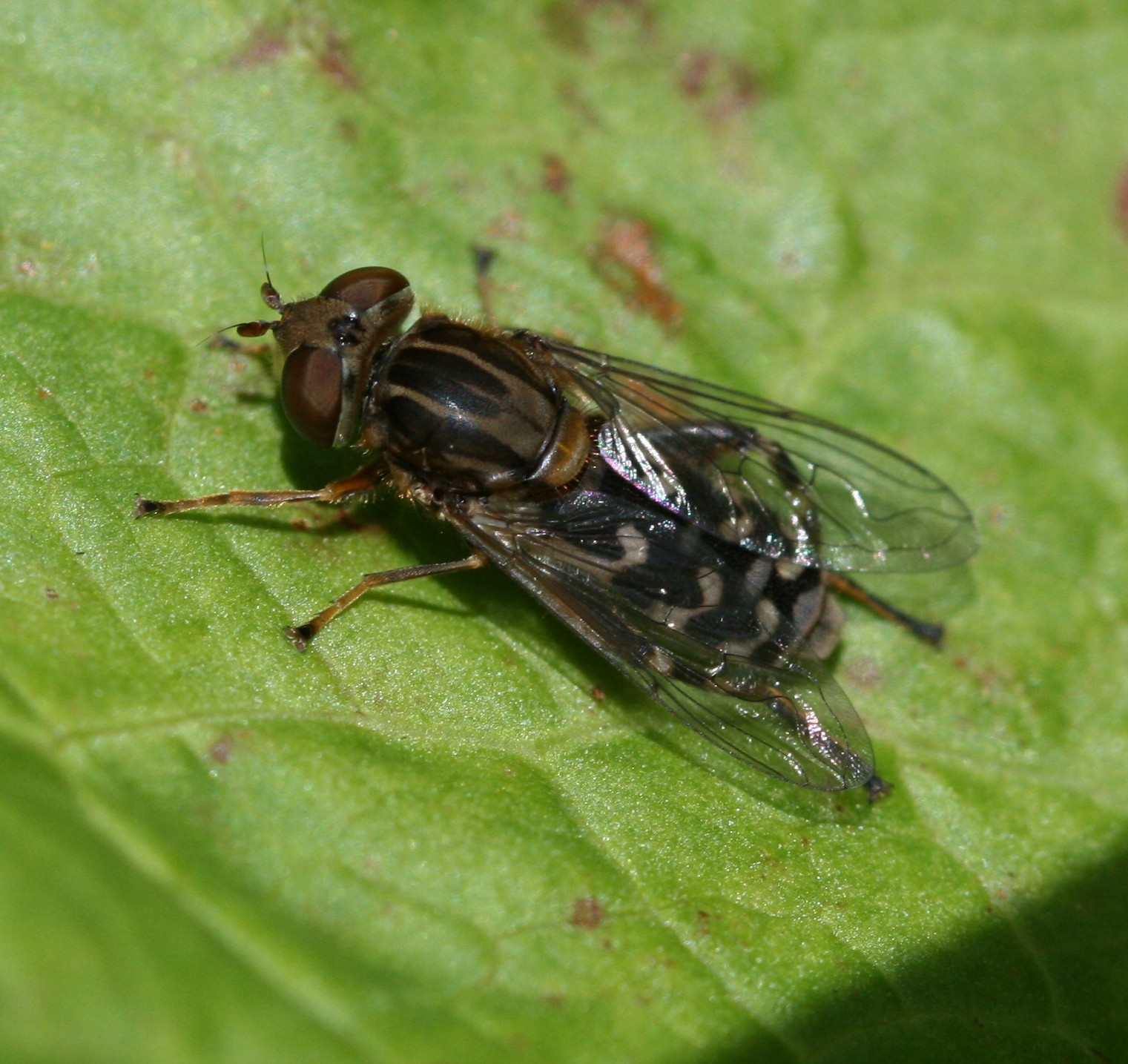